# 사카아이촌
사카아이촌(阪合村)은 나라현 북서부, 다카이치군에 속해있던 촌이다. 현재의 아스카촌에 해당한다.

## 역사
- 1889년 4월 1일 - 정촌제 시행에 의해 다카이치군 사카아이촌이 성립하였다.
- 1956년 7월 3일 - 다카이치촌, 아스카촌과 합병해, 아스카촌이 성립하여, 동일 사카아이촌은 폐지되었다.

## 교통

### 철도
- 긴키 닛폰 철도
  - 요시노선

### 도로
- 2급국도 (현:국도 제169호선)